# (3668) Ильфпетров
(3668) Ильфпетров (лат. Ilfpetrov) — типичный астероид главного пояса, открыт 21 октября 1982 года советским астрономом Людмилой Карачкиной в Крымской астрофизической обсерватории и 31 мая 1988 года назван в честь совместно работавших советских писателей Ильи Ильфа и Евгения Петрова.

## Обнаружение и именование
(3668) Ильфпетров
Открыт 21 октября 1982 года в Научном Л. Г. Карачкиной.
Назван в честь авторов книг "Двенадцать стульев" и "Золотой телёнок" Ильи Арнольдовича Файнзильберга (1897—1937) и Евгения Петровича Катаева (1903—1942).
Оригинальный текст (англ.)3668 Ilfpetrov
Discovered 1982-10-21 by Karachkina, L. G. at Nauchnyj.
Named for Il'ya Arnol'dovich Feinsilberg (1897—1937) and Eugeny Petrovich Kataev (1903—1942), the authors of the books "Twelve Chairs" and "Golden Calf".
Источники: DISCOVERY.DB; M.P.C. 13176.

## Орбита

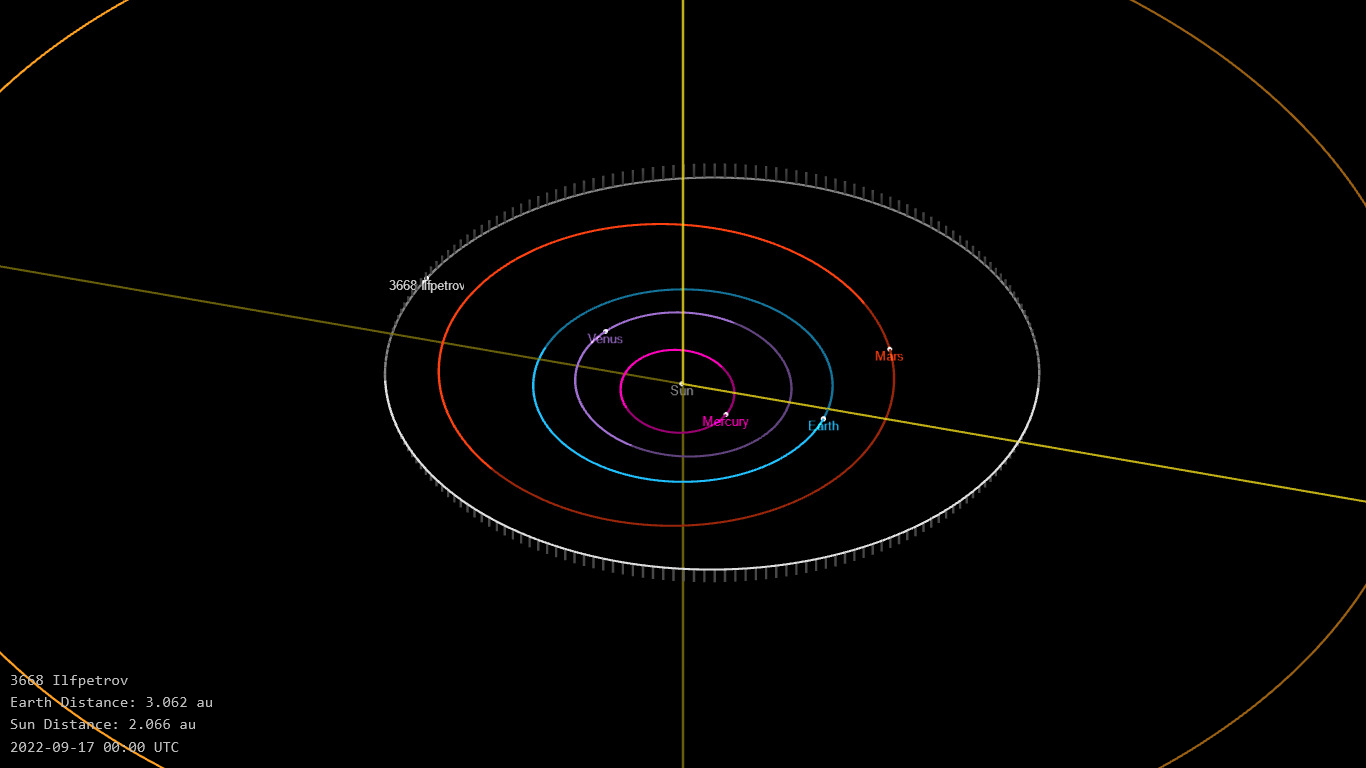
Орбита астероида Ильфпетров и его положение в Солнечной системе

## Физические характеристики
Из наблюдений системы телескопов панорамного обзора и быстрого реагирования Pan-STARRS следует, что астероид относится к таксономическому классу S.
По результатам наблюдений в видимом и ближнем инфракрасном диапазоне космического телескопа NEOWISE диаметр астероида сначала оценивался равным 6,278±0,038 км, позже — 6,71±0,42 км, 6,03±1,25 км и 6,496±0,086 км. Согласно тем же источникам альбедо оценивается как 0,2347±0,0597, 0,247±0,098, 0,22±0,10 и 0,220±0,031.